# Mary Wigman

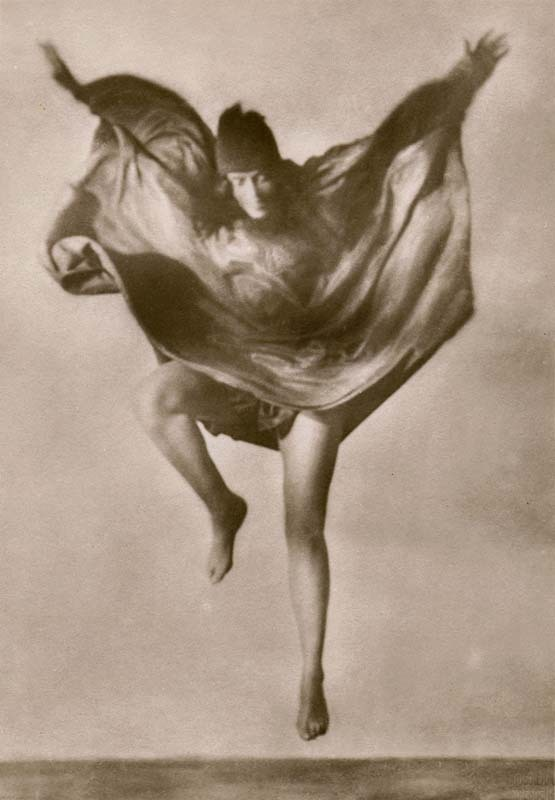
Mary Wigman, Hexentanz,
Foto: Hugo Erfurth, 1926

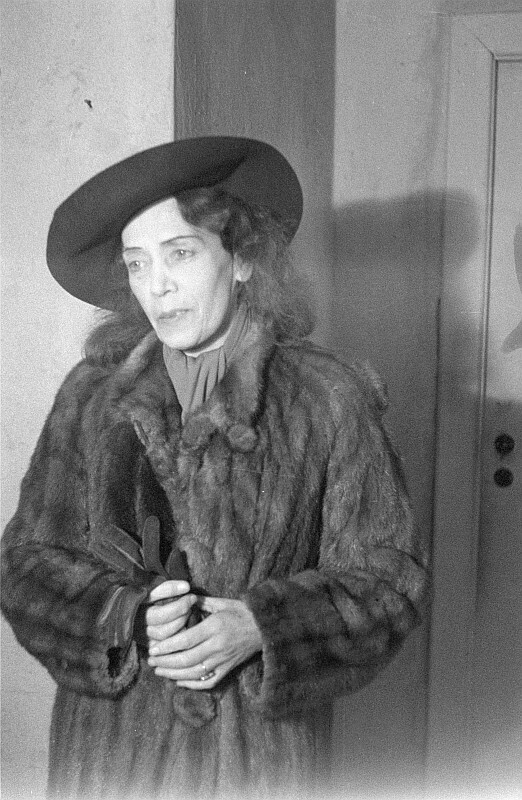
Mary Wigman,
Fotografie von Abraham Pisarek, 1946

Mary Wigman (* 13. November 1886 in Hannover; † 18. September 1973 in West-Berlin; eigentlich Karoline Sofie Marie Wiegmann) war eine deutsche Tänzerin, Choreografin und Tanzpädagogin. Sie machte den Ausdruckstanz als New German Dance international bekannt.
Sie ist eine der einflussreichsten Wegbereiterinnen des rhythmisch-expressiven Ausdruckstanzes, der in den Jahren zwischen 1920 und 1935 nicht nur in Deutschland seine Blütezeit erlebte.

## Leben

### Anfänge

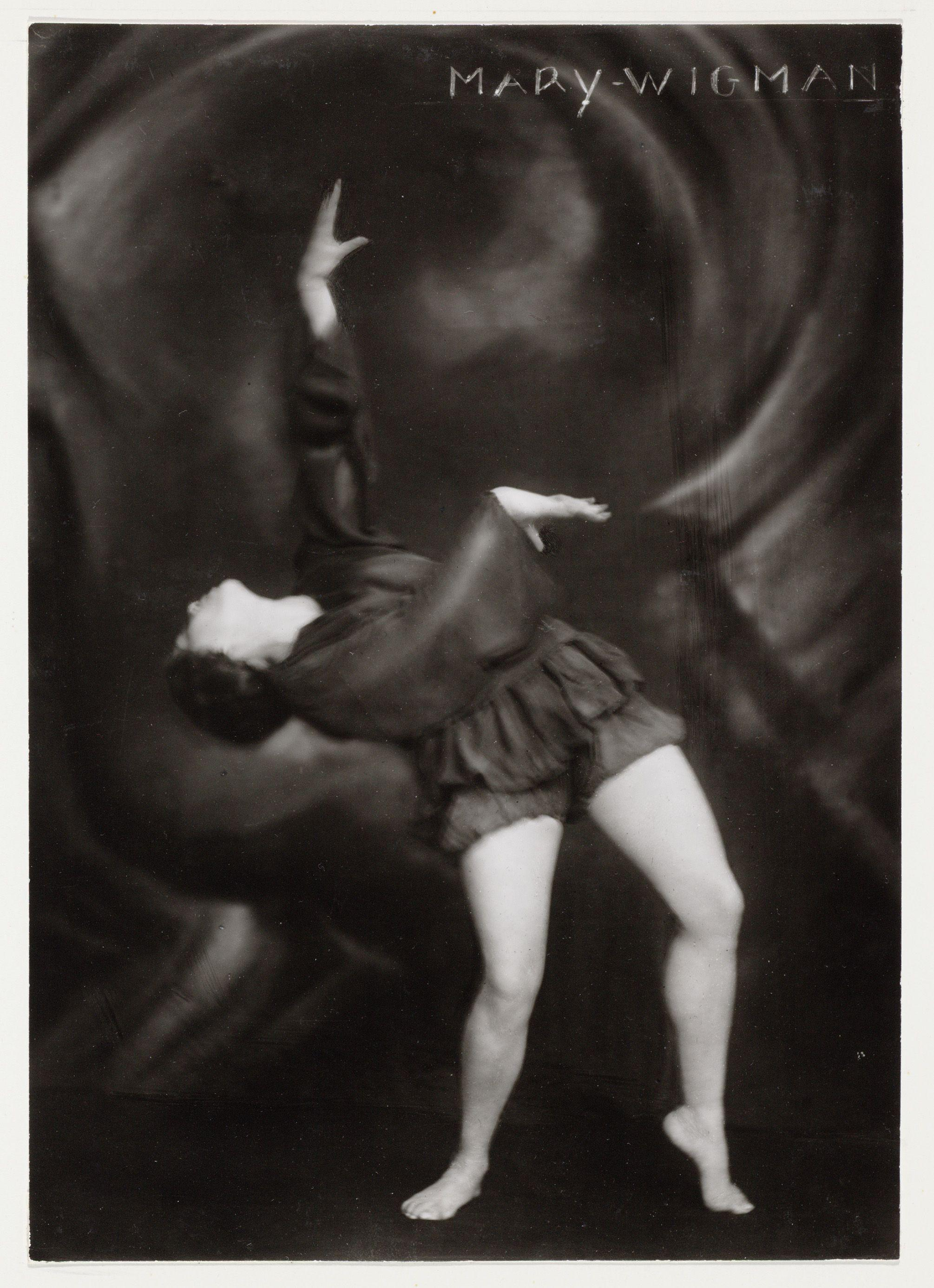
Mary Wigman in Amsterdam, 1922

Karoline Sofie Marie Wiegmann war die Tochter eines Nähmaschinen- und Fahrradhändlers in der hannoverschen Altstadt. Bereits als Kind wurde sie Mary gerufen, „weil doch die Hannoveraner einmal Könige von England waren und der Welfenstolz den Niedergang des Königreiches Hannover zur preußischen Provinz nie ganz verwunden hat.“ Zu ihren ersten Auftritten passte sie den Familiennamen als „Wigman“ dem englischen Vornamen an, sprach ihn jedoch deutsch „Wiggmann“ aus.
Sie verbrachte ihre Jugend in Hannover, England, den Niederlanden und Lausanne. Wigman studierte 1910–1911 in Hellerau bei Émile Jaques-Dalcroze und bei Suzanne Perrottet rhythmische Gymnastik, fühlte sich dort jedoch künstlerisch unbefriedigt: Wie Suzanne Perrottet suchte auch Mary Wigman nach von Musik unabhängigen Bewegungen und selbstständigem Körperausdruck. Danach hielt sie sich in Rom und Berlin auf. Auf Anraten des Malers Emil Nolde trat sie 1913 in Rudolf von Labans Schule für Kunst auf dem Monte Verità in der Schweiz ein. Laban war wesentlich an der Entwicklung des modernen Ausdruckstanzes beteiligt (Labanotation).
In München zeigte sie ihre ersten öffentlichen Tänze Hexentanz I, Lento und Ein Elfentanz. Sie blieb während des Ersten Weltkrieges in der Schweiz bei Laban als dessen Assistentin und unterrichtete in Zürich und Ascona. 1917 bot sie in Zürich drei verschiedene Programme, unter anderem mit den Tänzen Der Tänzer unserer lieben Frau, Das Opfer, Tempeltanz, Götzendienst und Vier ungarische Tänze nach Johannes Brahms. Dieses Programm führte sie erneut 1919 in Zürich und später in Deutschland auf. Erst die Aufführungen in Hamburg und Dresden brachten ihr den großen Durchbruch.

### Zeit der Weimarer Republik

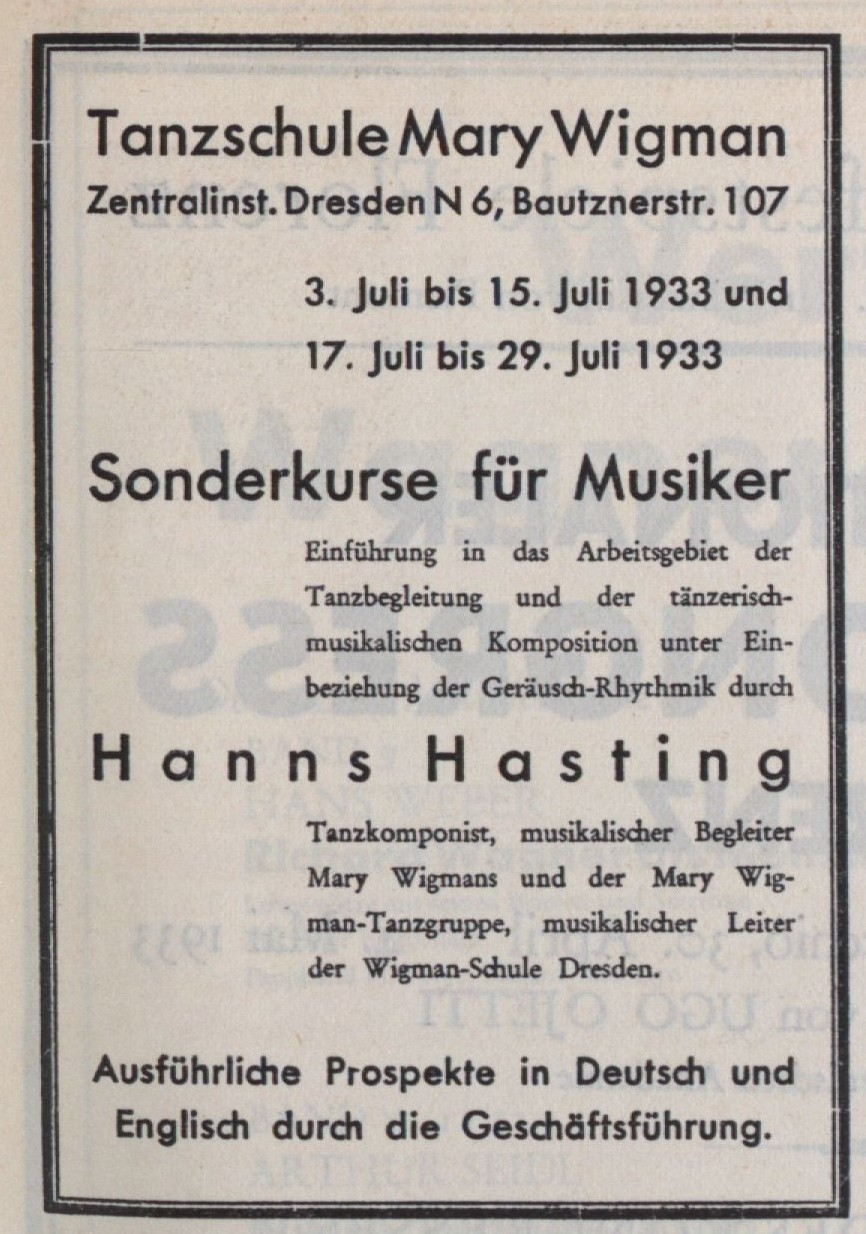
Anzeige für Sonderkurse für Musiker der Tanzschule Mary Wigman in der Neuen Zeitschrift für Musik 1933

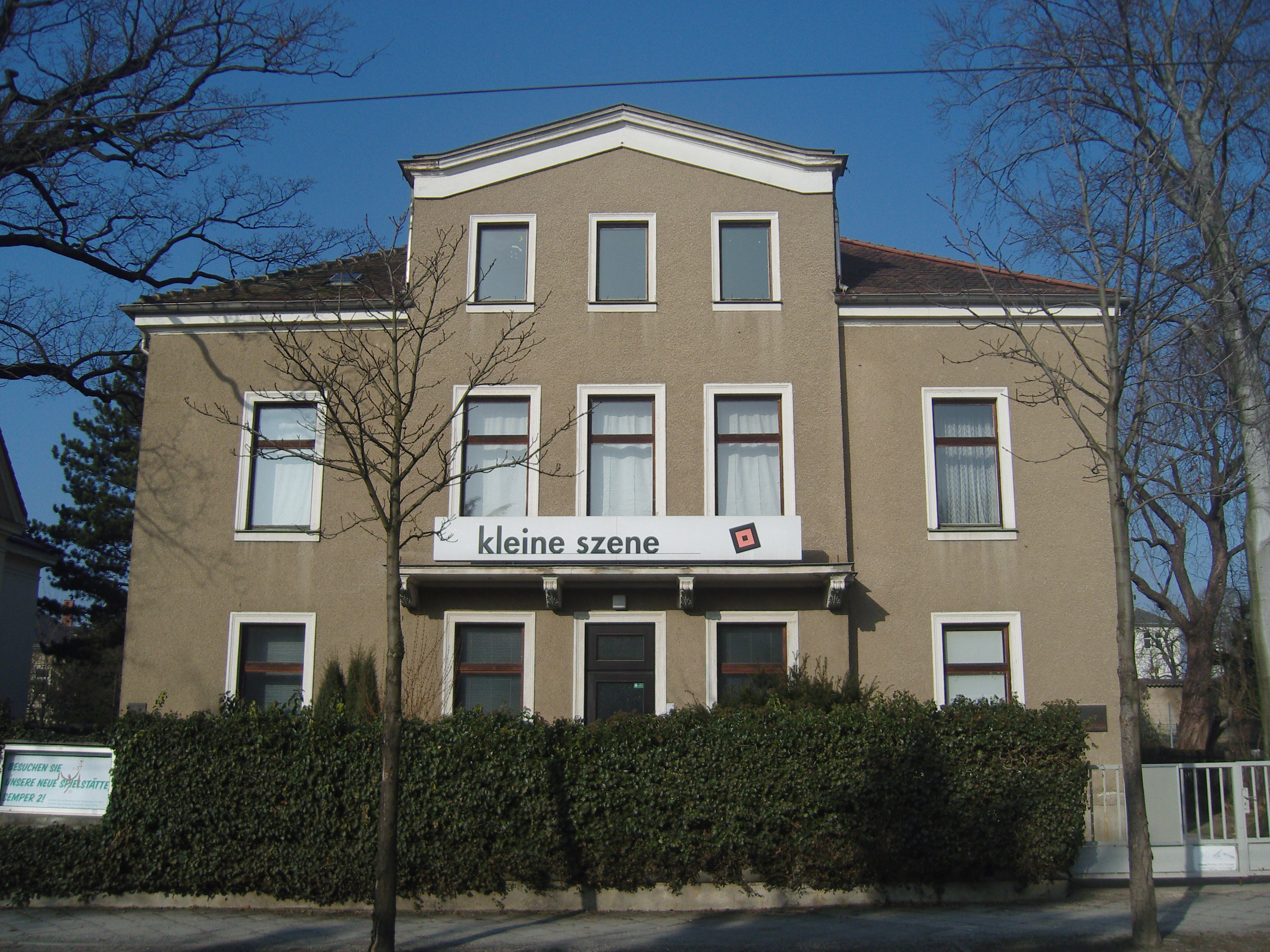
Wigmans Schulgebäude an der Bautzner Straße in Dresden

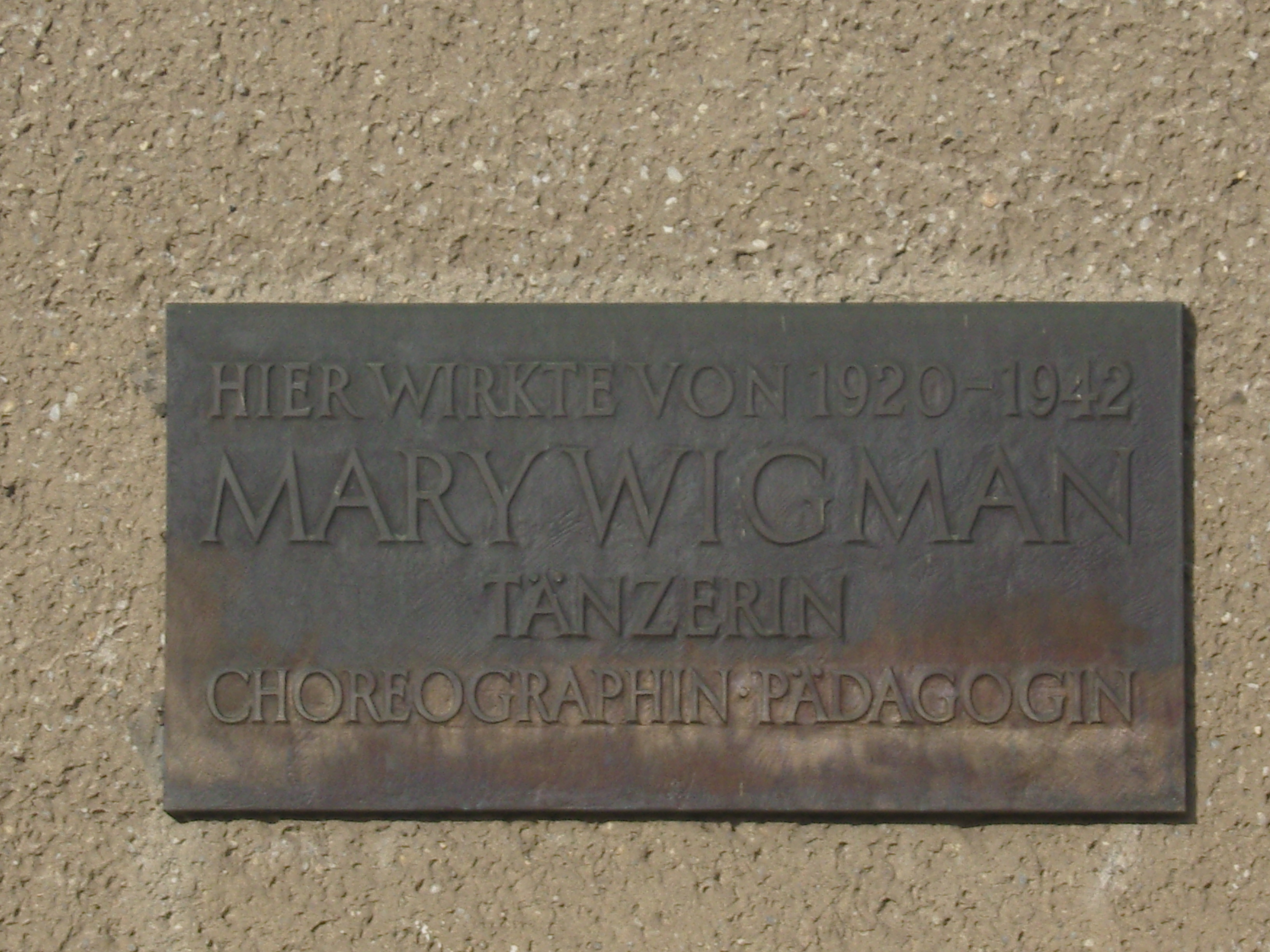
Gedenktafel von Martin Hänisch am Schulgebäude

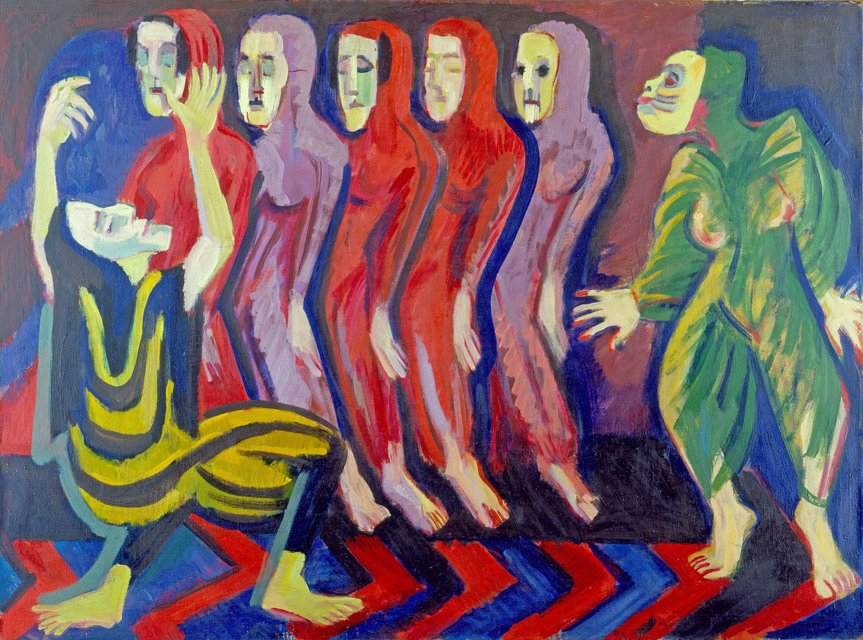
Ernst Ludwig Kirchner: Totentanz der Mary Wigman, 1926–1928

Im Jahr 1920 eröffnete sie eine Schule für modernen Tanz an der Bautzner Straße in Dresden. In der Dresdner Zeit hatte Wigman Kontakte zur lebendigen Kunstszene der Stadt, beispielsweise zu Ernst Ludwig Kirchner. Ab 1921 fanden erste Aufführungen mit ihrer Tanzgruppe statt. 1923 im Berliner Botanischen Garten gemachte Filmaufnahmen der Gruppe mit Ausschnitten von Szenen aus einem Tanzdrama wurden 1925 in dem Film Wege zu Kraft und Schönheit veröffentlicht. Die Schule in der Bautzner Straße in Dresden war lange eine Probebühne der Sächsischen Staatsoper Dresden. Als diese unter dem Namen „Semper Zwei“ neben die Semperoper zog, kaufte die Landeshauptstadt Dresden die Immobilie und vergab sie 2019 in Erbbau dem Verein „Villa Wigman für Tanz e. V.“, der sie als Proben- und Aufführungszentrum der Freien Tanzszene nutzt.
Wigmans berühmtester männlicher Schüler war Harald Kreutzberg. Berühmte Schülerinnen waren unter anderen Gret Palucca, Hanya Holm, Yvonne Georgi, Margherita Wallmann, Lotte Goslar, Birgit Åkesson und Hanna Berger. Dore Hoyer, die den Ausdruckstanz einer Wigman und Palucca weiterentwickelte, arbeitete mehrfach mit Mary Wigman zusammen, war jedoch nie ihre Schülerin. Zu Wigmans Schülerinnen zählten auch Ursula Cain und Fe Reichelt.

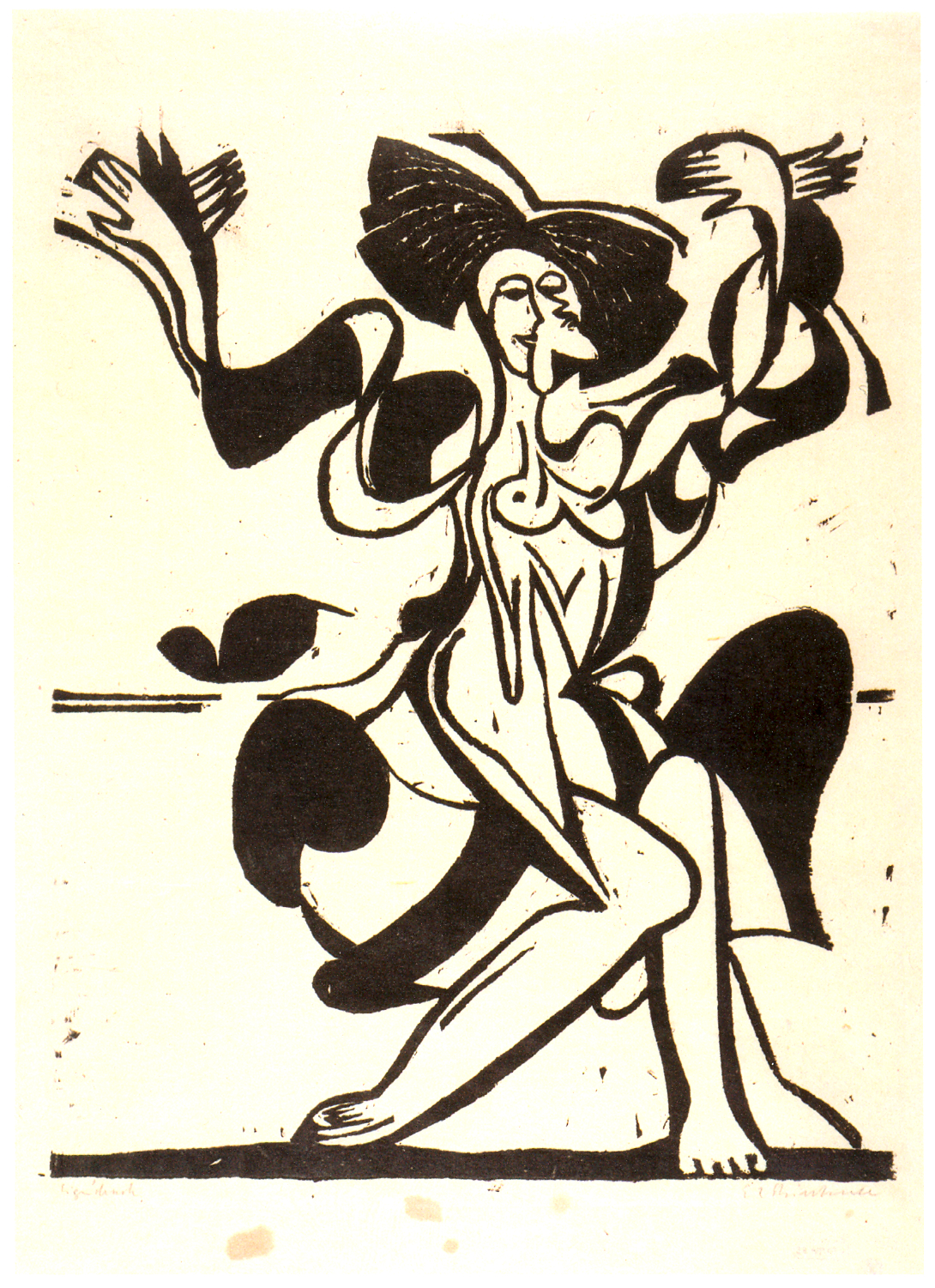
Ernst Ludwig Kirchner: Die Tanzende Mary Wigman, 1933

Auf Tourneen bereiste Mary Wigman mit ihrer Kammertanzgruppe Deutschland und die Nachbarländer. 1928 trat sie erstmals in London und 1930 in den USA auf. Wigman war in den 1920er Jahren das Idol einer Bewegung, die den Tanz aus der Unterordnung unter die Musik lösen wollte. Nur selten tanzte sie zu nicht für sie komponierter Musik. Es wurde oft lediglich mit der Begleitung durch Gongs oder Trommeln und in seltenen Fällen ganz ohne Musik getanzt, was besonders in intellektuellen Kreisen auf großen Anklang stieß.
Wigman kreierte unablässig neue Solotänze, darunter Tänze der Nacht, Der Spuk, Vision (alle 1920), Tanzrhythmen I und II, Tänze des Schweigens (alle 1920–23), Die abendlichen Tänze (1924), Visionen (1925), Helle Schwingungen (1927), Schwingende Landschaft (1929) und Das Opfer (1931). Gruppentänze trugen die Titel Die Feier I (1921), Die sieben Tänze des Lebens (1921), Szenen aus einem Tanzdrama (1923/24), Raumgesänge (1926), Die Feier II (1927/28) und Der Weg (1932).
1930 wirkte sie beim Münchner Tänzerkongress als Choreografin und Tänzerin in dem von Albert Talhoff geschaffenen Chorwerk Das Totenmal zu Ehren der Toten im Ersten Weltkrieg mit. Zu Beginn der 1930er Jahre hatte Wigman allein in Dresden 360 Schüler, an den Filialen, einschließlich der in New York, wurden weitere 1.500 Schüler unterrichtet. Der Ingenieur und Siemens-Manager Hanns Benkert half ihr nebenberuflich bei der Verwaltung dieser großen Organisation und wurde zwischen 1930 und 1941 auch ihr Lebenspartner. Mary Wigman ist von vielen namhaften Fotografen tanzend und in Porträts aufgenommen worden, darunter Hugo Erfurth, Charlotte Rudolph, Albert Renger-Patzsch und Siegfried Enkelmann. Die hier abgebildete Sonderbriefmarke der deutschen Bundespost geht auf ein Foto von Renger-Patzsch zurück. Ernst Ludwig Kirchner schuf Mitte der 1920er Jahre das Gemälde Totentanz der Mary Wigman.

### Zeit des Nationalsozialismus
Die Machtergreifung der Nationalsozialisten 1933 wirkte sich umgehend durch das neue Gesetz gegen die Überfüllung deutscher Schulen und Hochschulen vom 25. April 1933 auf die Schule aus. Mary Wigman erlangte zunächst eine Ausnahmeregelung, indem ihr für den Lehrgang ab September 1933 „ausnahmsweise 5% Schülerinnen nicht-arischer Abstammung“ genehmigt wurden. Im Laufe der folgenden Jahre waren jedoch auch Schülerinnen wie die Jüdin und Berliner Primaballerina Ruth Abramowitsch zur Emigration gezwungen, ebenso wie das Mitglied ihrer Compagnie Pola Nirenska (1910–1992), die Wigman noch 1935 bei einem Vortanzabend der Schule auftreten ließ und als Lehrerin für einen Sommerkurs engagieren wollte, woraufhin ihr 1935 und 1937 „Judenfreundlichkeit“ vorgehalten wurde. Die Wigman-Schule wurde 1933 Mitglied im Kampfbund für deutsche Kultur, Wigman selbst übernahm 1933–1934 die Ortsgruppenleitung der „Fachschaft Gymnastik und Tanz“ im Nationalsozialistischen Lehrerbund, notierte aber beispielsweise „Ortsgruppensitzung – zum Kotzen!“ in ihrem Tagebuch. Mit Schicksalslied (1935) und Herbstliche Tänze (1937) entstanden weitere Solotänze. 1936 choreografierte sie mit einer Gruppe von 80 Tänzern die Totenklage für das Festspiel Olympische Jugend anlässlich der Eröffnung der Olympischen Sommerspiele 1936.
1942 musste sie ihre Dresdner Schule verkaufen. Sie erhielt einen Gastlehrervertrag an der Abteilung Tanz der Hochschule für Musik in Leipzig, wo der Konzertpianist Heinz K. Urban sie als Korrepetitor begleitete. Im selben Jahr trat sie letztmals als Solotänzerin mit Abschied und Dank auf.

### Nachkriegszeit

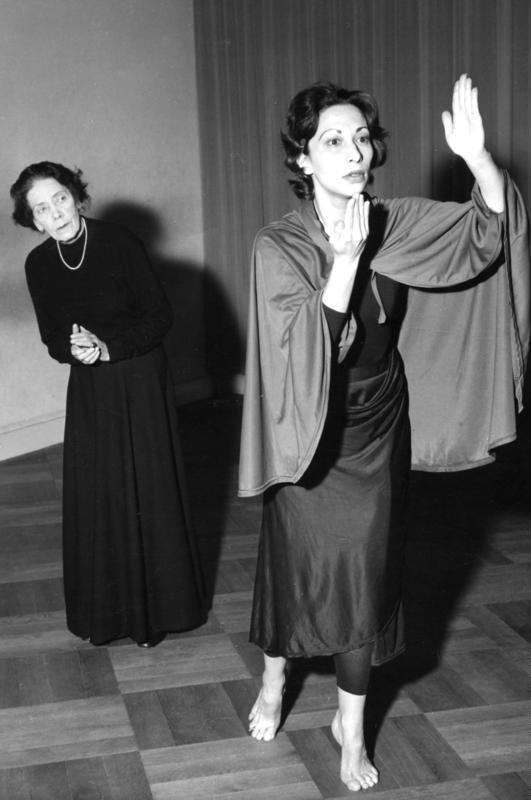
Mary Wigman, 1959
(links) mit der Schülerin Nahami Abbell

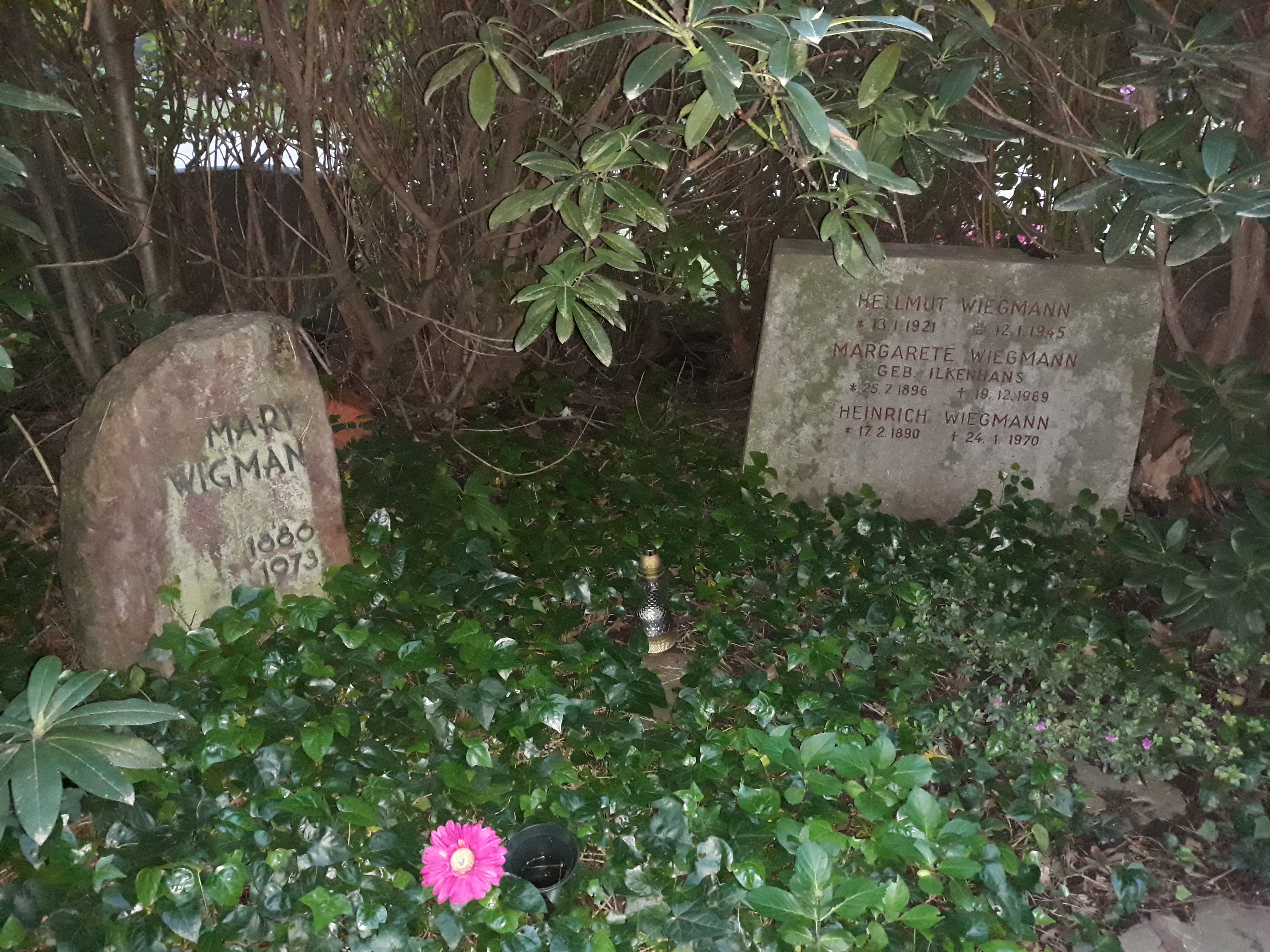
Das Grab von Mary Wigman im Familiengrab auf dem Ostfriedhof Essen

Nach 1945 begann sie erneut mit einer Leipziger Schule und inszenierte 1947 an der Oper Leipzig eine Aufsehen erregende Vorführung von Orpheus und Eurydike mit ihren Schülern. 1949 ließ sich Wigman in West-Berlin nieder, wo sie eine neue Ausdruckstanzschule gründete, das Mary-Wigman-Studio.
Mit ihrer Gruppe bot sie Chorische Studien (1952) und Chorische Szenen (1953) dar. 1953 trat sie bei den Ruhrfestspielen in Recklinghausen zusammen mit ihren Schülern in Die Seherin ein letztes Mal selbst auf. Am Nationaltheater Mannheim choreographierte und inszenierte sie Saul (1954), Carl Orffs Catulli Carmina (1955) und Alkestis (1958), an der Städtischen Oper Berlin Le sacre du printemps (1957) und zuletzt Orpheus und Eurydike (1961, Regisseur: Gustav Rudolf Sellner).
1953 erhielt sie das Verdienstkreuz (Steckkreuz) und 1957 das Große Verdienstkreuz der Bundesrepublik Deutschland, 1954 den Schillerpreis der Stadt Mannheim. 1967 schloss sie ihr Berliner Studio und widmete sich der Vortragstätigkeit im In- und Ausland.
Mary Wigman verstarb 1973. Ihre Urne wurde am 14. November des Jahres im Grab der Familie Wiegmann auf dem Ostfriedhof Essen beigesetzt.
Archivalienbestände zu Mary Wigman in öffentlichen Sammlungen
- Mary Wigman Archiv in der Akademie der Künste, Berlin. (Manuskripte, choreographische Aufzeichnungen, Tagebücher, Skizzen, Briefe an sie, Hunderte Fotos, ferner Programme, Drucksachen, Kritiken, Bücher etc.)
- Mary Wigman Familienarchiv im Deutschen Tanzarchiv Köln. (Manuskripte, Diplome und Urkunden, Skizzen, ca. 1.300 Briefe von ihr, Hunderte Fotos, ferner Programme, Kritiken, Bücher, Tanzmasken, Musikinstrumente, Kunstwerke etc.)[11]
- Mary Wigman Sammlung im Tanzarchiv Leipzig.
- weitere Bestände: im Stadtarchiv Dresden (Akten der Schule);[12] im Albert Renger-Patzsch Archiv der Stiftung Ann und Jürgen Wilde / Pinakothek der Moderne, München.

## Tänzerische Werke und Choreographien
Einen Überblick über ihre Werke bietet das aktualisierte Werkverzeichnis ihrer Biographin Hedwig Müller. Auf der Tanzbühne lebendig sind heute vor allem noch ihr solistischer Hexentanz (2. Version, 1926), da er als – wenn auch fragmentarischer – Film vorliegt, und ihre Choreographie des Sacre du printemps (Deutsche Oper Berlin 1957), die 2013 von den Theatern Osnabrück und Bielefeld rekonstruiert wurde (2014 beim Bayerischen Staatsballett München).

## Würdigungen

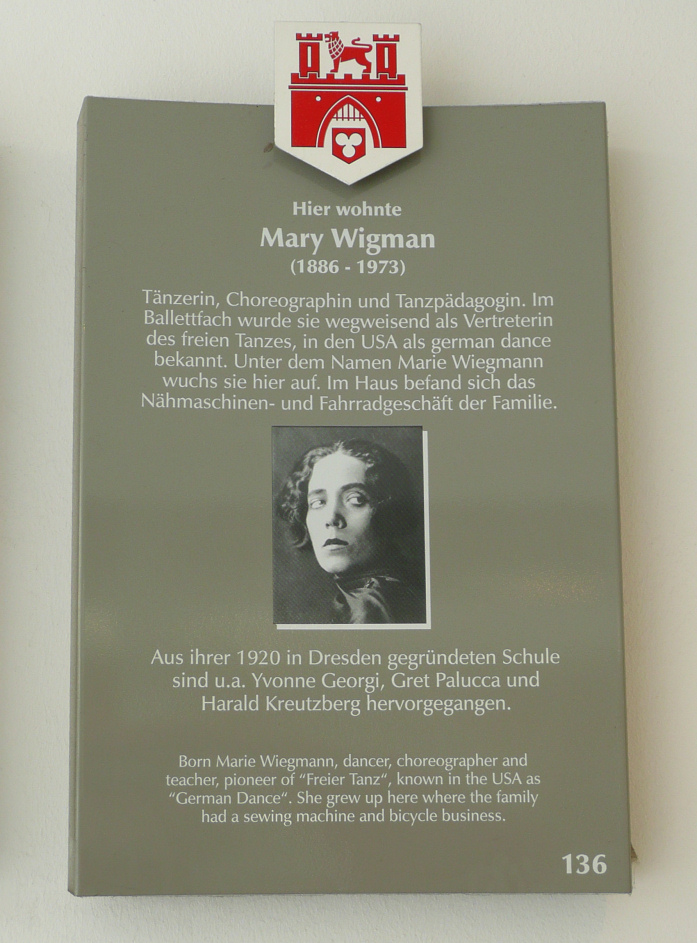
Stadttafel in Hannover am Elternhaus

Tanztechnik und Improvisation basierend auf dem Wigmanstil unterrichtet heute noch ihre Schülerin Katharine Sehnert. In Dresden wurde eine Straße in der Seevorstadt und nahe dem Dresdener Hauptbahnhof, die zuvor nach Anton Saefkow benannt worden war, nach Mary Wigman benannt. Auch im Bonner Stadtteil Vilich-Müldorf, 1989 im Stadtteil Bothfeld von Hannover und im Mannheimer Stadtteil Käfertal wurden Straßen bzw. Wege nach ihr benannt.
In Hannover wurde an ihrem früheren Wohnhaus in der Schmiedestraße 18 eine Hinweistafel angebracht.
In Leipzig erinnert eine Gedenktafel am Haus Mozartstraße 17 an Mary Wigman, die von 1942 bis zu ihrem Umzug nach West-Berlin 1949 dort wohnte und unterrichtete.

1982 wurde im Verlag Philipp Reclam jun. Leipzig als dritter Druck der Dürer-Presse in einer einmaligen Auflage von 150 Exemplaren Mary Wigman. Tanz – leise, zärtlich, heftig, wild mit acht Radierungen von Hermann Naumann und einer von Minya Diéz-Dührkoop fotografierten Tanzstudie Mary Wigmans herausgegeben. Die Marginalien schrieb Hans Marquardt.

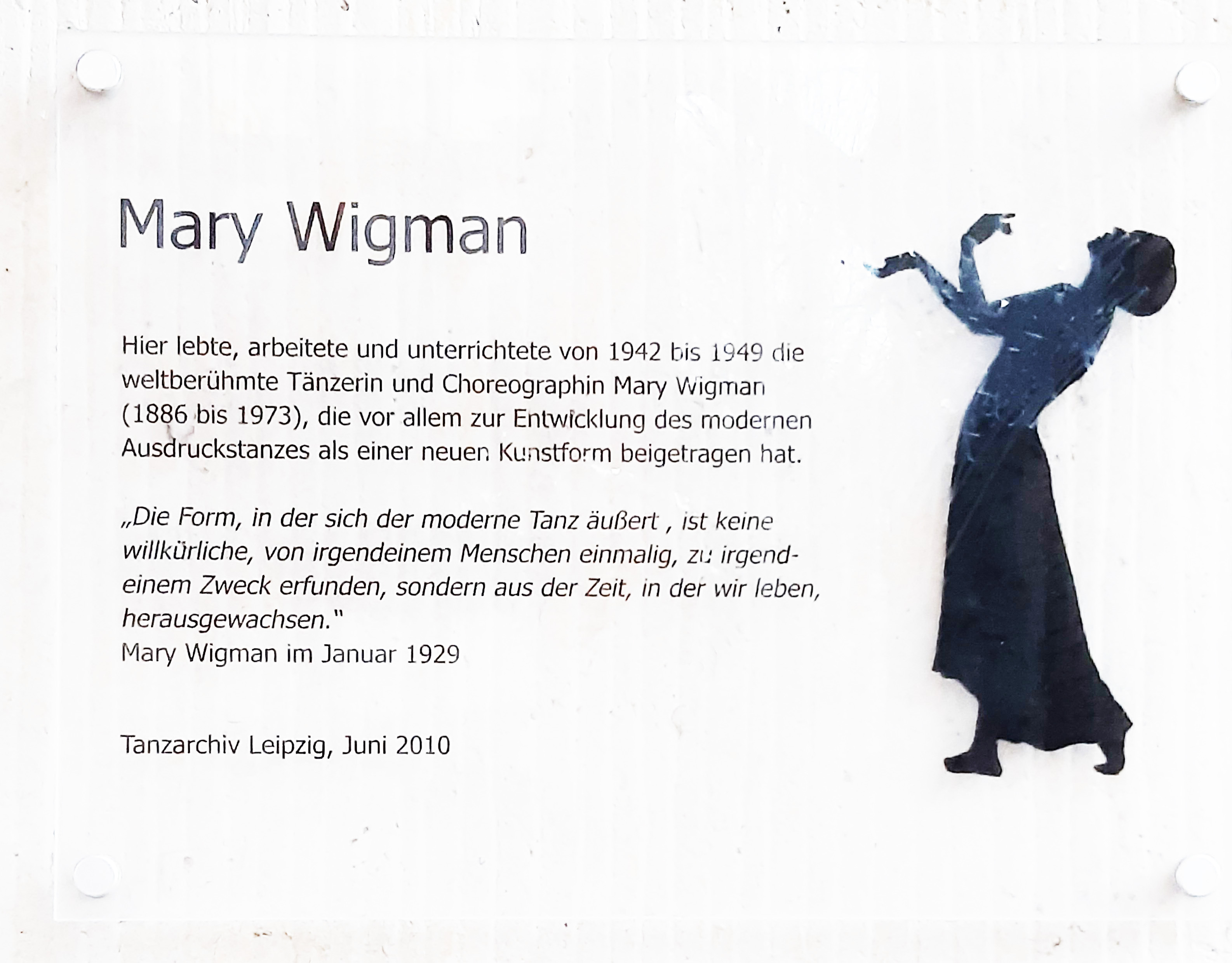
Gedenktafel in Leipzig

### Mary Wigman-Gesellschaften und Mary Wigman Stiftung
Die erste Mary Wigman Gesellschaft wurde im November 1925 in Berlin als Gesellschaft von Freunden der Mary-Wigman-Tanzgruppe ins Leben gerufen. Gründungsmitglieder waren unter anderem der Theaterintendant Max von Schillings, Reichskunstwart Edwin Redslob, der Komponist Eugen d’Albert, die Maler Emil Nolde und Conrad Felixmüller, der Archäologe und Geheime Oberregierungsrat Ludwig Pallat, die Kritiker Alfred Kerr und Artur Michel, die Kunsthistoriker Fritz Wichert, Wilhelm Worringer und Wilhelm Pinder sowie Geheimrat Erich Lexer, ein Chirurg. Sie bestand nur wenige Jahre.
Die 1986 unter anderem von Hedwig Müller gegründete Mary Wigman Gesellschaft e. V., die sich jahrzehntelang für die Geschichte und Zukunft des modernen Tanzes eingesetzt, die Zeitschrift Tanzdrama herausgegeben und etliche Symposien veranstaltet hat, wurde 2013 in eine Mary Wigman Stiftung umgewandelt. Diese ist beim Deutschen Tanzarchiv Köln angesiedelt, wo auch die Nutzungsrechte an den Werken Mary Wigmans liegen. Die Stiftung hat in Kooperation mit dem Deutschen Tanzarchiv Köln und dem Zentrum für Zeitgenössischen Tanz der Hochschule für Musik und Tanz Köln 2018 eine neunstündige filmische Dokumentation der Lehrmethode Wigmans (durch deren Schülerin Katharine Sehnert) gefördert. In Kooperation  mit dem Tanzarchiv wurden durch die Stiftung außerdem die Rekonstruktionen von Wigmans Choreographien Le sacre du printemps (1957: 2013), Totentanz I + II (1917/1921, 1926: 2015) und Die Feier (1921 + 1926/27, 1928: 2019) gefördert. 2021 wurde seitens der Stiftung die Anfertigung einer kinetographischen Partitur von Totentanz 1 durch Anja Hirvikallio (Hochschule für Musik und Tanz Köln) veranlasst.

### Mary-Wigman-Preis
Mit dem Mary-Wigman-Preis ehrt die Stiftung zur Förderung der Semperoper seit 1993 herausragende Künstler oder Ensembles, die der Sächsischen Staatsoper angehören oder angehörten. Die Ehrung erfolgt jährlich im Rahmen einer Gala – dem Preisträgerkonzert der Stiftung. Erster Preisträger im Jahr 1993 war Stephan Thoss. Von 2006 bis 2012 wurde der Preis nicht vergeben.

## Schriften
- Die sieben Tänze des Lebens. Tanzdichtung. Diederichs, Jena 1921.
- Komposition. Seebote, Überlingen o. J. (1925).
- Deutsche Tanzkunst. Reißner, Dresden 1935.
- Die Sprache des Tanzes. Battenberg, Stuttgart 1963; Neuauflage: Battenberg, München 1986, ISBN 3-87045-219-6.

## Filme
- Mary Wigman – die Seele des Tanzes. Dokumentation, Deutschland/USA, 2007, 51 Min., Buch und Regie: Christof Debler, Norbert Busè, Produktion: ZDF, Erstausstrahlung: 23. Juni 2008 (s. );
- Allegra Fuller Snyder: „When the fire dances between two poles.“ Mary Wigman 1886–1973. Dance Horizons Video. Princeton Book Company, 1991. Dokumentation, Youtube, 41:41 Min. (s/w, englisch)
- Trailer der Dokumentation des Unterrichts von Katharine Sehnert in Wigman-Tanztechnik beim Deutschen Tanzarchiv Köln.
- Tanz unterm Hakenkreuz. Dokumentation, Deutschland 2003, 60 Min., Buch und Regie: Annette von Wangenheim